# Dong Biwu

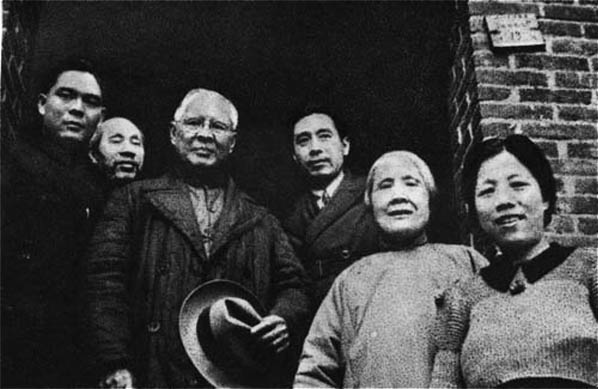
Zhou Enlai, Dong Biwu, Deng Yingchao, Situ Meitang & otros.

Dong Biwu (Chino tradicional: 董必武), (Huanggang, 5 de marzo de 1886 - Pekín, 2 de abril de 1975) fue un destacado político chino,  vicepresidente de China entre 1959 y 1975, y copresidente de China entre 1968 y 1972.

## Biografía
Dong Biwu nació en Huanggang, Hubei. En 1911 se incorporó a la Tongmenghui, y participó en la Revolución de Xinhai. Viajó en dos oportunidades a Japón para estudiar en la Universidad de Nihon. En 1921 asistió al Primer Congreso del Partido Comunista de China como representante de Wuhan. Mao Zedong y Dong Biwu fueron los únicos líderes que asistieron tanto al Primer Congreso como al establecimiento de la República Popular de China en Tiananmen en 1949.
Fue Vicepresidente de la República Popular China desde 1959 hasta 1975, de forma conjunta con Soong Ching-ling, y después de 1968 fue - hasta el año 1972 conjuntamente con Soong Ching- ling - Presidente interino de la República Popular de China. En 1975, el cargo de presidente fue abolido y el presidente del Comité Permanente de la Asamblea Popular Nacional - a continuación, Zhu De - se convirtió en jefe de Estado formal. Dong fue elegido Vicepresidente del Comité Permanente de la Asamblea Popular Nacional.
Dong fue miembro del Buró Político del Partido Comunista de China desde 1945 hasta 1975. Fue elegido uno de los nueve miembros del Comité Permanente del Buró Político del Partido Comunista de China en el 10º Congreso del Partido Comunista en 1973.
Falleció el 2 de abril de 1975, justo un año antes de Mao y varios otros políticos importantes, como Zhou Enlai.